# Novembre 2010

## Faits marquants
- 8 novembre : les forces de l'ordre marocaines démantèlent le camp de protestation de Gdim Izik près de la ville de Laâyoune, donnant lieu à de violents affrontements entre sahraouis et forces de sécurité.
- 9 novembre : nouvelle série d'attaques de terroristes islamistes contre la communauté chrétienne de Bagdad faisant six morts et 33 blessés[1].
- 13 novembre :
  - fin de l'assignation à résidence d'Aung San Suu Kyi, prix Nobel de la paix 1991 ;
  - François Fillon présente la démission de son gouvernement au président de la République.
- 14 novembre : Nicolas Sarkozy, président de la République, demande à François Fillon de lui proposer un nouveau gouvernement, qui est annoncé le soir-même.
- 18 novembre : la série Médium s'arrête après sept saisons (annonce de Patricia Arquette à la suite d'une baisse d'audience).
- 21 novembre : élection présidentielle au Burkina Faso.
- 23 novembre : bombardement de Yeonpyeong, en Corée du Sud.
- 30 novembre : le groupe de rock français Noir Désir annonce sa séparation.

## Événements prévus
- Mardi 2 novembre États-Unis : élections sénatoriales et des représentants, dites de « mi-mandat ».
- 12 novembre : sortie du cinquième album solo de Rihanna, Loud.
- 22 novembre : sortie de l'album du rappeur Booba, Lunatic. Il sera, quelques mois après la sortie, certifié disque de platine.
- 24 novembre 2010 : sortie du premier opus du film Harry Potter et les Reliques de la Mort (Harry Potter and the Deathly Hallows).
- 27 novembre 2010 : mise en service de la ligne E du tramway de Toulouse.

## Culture

### Cinéma
- Films sortis en France en novembre 2010 :
  - Harry Potter et les Reliques de la Mort, partie 1

## Sport
- 14 novembre 2010 :
  - Sebastian Vettel remporte la saison de Formule 1 à Abou Dabi et devient le plus jeune champion du monde de l'histoire à 23 ans 4 mois et 11 jours.